# Friedelin
Friedelin es un bio activo islado de Azima tetracantha, Orostachys japonica y Quercus stenophylla.